# Iberis
- Commons
- Wikispecies

Iberis L. é um género botânico pertencente à família Brassicaceae.

## Espécies
- Iberis amara
- Iberis gibraltarica
- Iberis pectinata
- Iberis pruitii
- Iberis sempervirens
- Iberis umbellata
- Lista completa

## Classificação do gênero
| Sistema | Classificação                         | Referência               |
| ------- | ------------------------------------- | ------------------------ |
| Linné   | Classe Tetradynamia, ordem Siliculosa | Species plantarum (1753) |